# فاطمه بهبودی
فاطمه بهبودی (زادهٔ ۲۵ آبان ۱۳۶۴، تهران) عکاس خبری و مستند اجتماعی ایرانی است. او اولین زن ایرانی برنده جایزه جهانی ورلدپرس فوتو در سال ۲۰۱۵ است. او که فارغ‌التحصیل رشته عکاسی از مرکز هنر جهاد دانشگاهی دانشگاه تهران است از سال ۱۳۸۶ فعالیت حرفه‌ای خود را با خبرگزاری ایکنا و پانا آغاز کرد و سپس عکاسی خبری را در خبرگزاری‌های ایرنا، فارس، مهر و… و همچنین روزنامه‌های جام‌جم و دنیای اقتصاد ادامه داد.
بهبودی با مجموعه عکس مستند «مادران انتظار» شناخته می‌شود. بهبودی اولین زن ایرانی برندهٔ جایزه جهانی ورلدپرس فوتو برای مجموعهٔ «مادران انتظار» است. این مجموعه داستان زندگی مادران شهدای مفقودالاثر ایرانی است که پسران خود را در جنگ ایران و عراق از دست داده‌اند و بیش از ۳۰ سال است که چشم انتظار خبری از پیکر فرزند خود هستند. این مجموعه عکس در سال ۲۰۱۵ برندهٔ جایزه ورلدپرس فوتو شد و در سال ۲۰۱۴ جایزهٔ عکاسی پوی آمریکا را به خود اختصاص داد. همچنین در سال ۲۰۱۷ نشریهٔ تایم عکس‌های او را در مجموعهٔ «۳۴ صدا از اطراف جهان» به نمایش گذاشت. در سال ۲۰۱۹ پروژه " جنگ هنوز زنده است " نامزد اصلی گرنت۲۵۰۰۰ دلاری آمریکا شد. در سال ۲۰۲۰ او موفق به دریافت اسکالرشیب در مدرسه مدیا و ژورنالیسم دانمارک شد

## جوایز
- ۲۰۱۵ - برنده جایزه جهانی ورلد پرس فوتو - هلند[۲]
- ۲۰۱۴ - نفر اول بخش فیوچر جایزه عکاسی خبری پوی (POY) آمریکا[۱۰]
- ۲۰۱۳ - پذیرش در مسترکلاس ورلدپرس فوتو - هلند [۱۱]
- ۲۰۱۸ - فینالیست دوازدهمین جشنواره بین‌المللی روزنامه‌نگاری عکاسی «دایره زندگی»، لیتوانی[۱۲]
- ۲۰۱۹ - نامزد گرنت After match project آمریکا [۱۳]
- ۲۰۱۹ - برگزیده عکس سال women photograph [۱۴]
- ۲۰۲۰ - منتخب اسکالرشیب مدرسه مدیا و ژورنالیسم دانمارک DMJX [۱۵]
- ۲۰۲۰ - پیشگامان زنان عکاس جهان «صد قهرمان زن» [۱۶][۱۷]

## نمایش آثار
- ۲۰۱۸ - نمایشگاه منتخب ۶۰ عکاس سال در فستیوال عکاسی خبری لومیکس آلمان[۱۸]
- ۲۰۱۷–۳۴ صدا از اطراف جهان - عکاس زن منتخب سال از نگاه تایم[۵]
- ۲۰۱۵ - نمایشگاه انفرادی عکس «مادران انتظار» - میانمار
- ۲۰۱۳ - نمایشگاه گروهی هنر و مقاومت - تهران
- ۲۰۱۷ - منتخب ۳۰ عکاس زن سال ۲۰۱۷ توسط سایت لنز کالچر[۱۹]
- ۲۰۱۸ - «۳۵ عکاسی که باید دید» منتخب سایت لنزکالچر در سال ۲۰۱۸[۲۰]
- ۲۰۱۴ - نمایشگاه در فستیوال عکاسی و یکی از ۵ برگزیده عکاس زن آسیا ابسکیورای مالزی

## داوری‌ها
- ۲۰۱۷ - داوری پنجمین دوره فستیوال عکس «خانه دوست» - مشهد
- ۲۰۱۷ - داوری مسابقه عکاسی مستند اسلواکی DOFOTO  [۲۱]
- ۲۰۲۰ - داوری نخستین جشنواره فرهنگی مهر مادر
- ۲۰۲۱ - داوری مسابقه عکاسی "زن در قاب نیایش "[۲۲][۲۳]
- ۲۰۲۱ - داوری هفتمین جشنواره عکس نورنگار[۲۴]

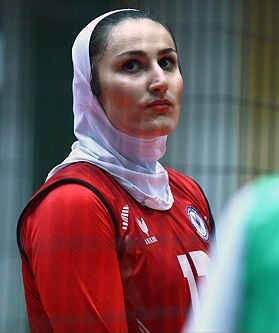
شکوفه صفری
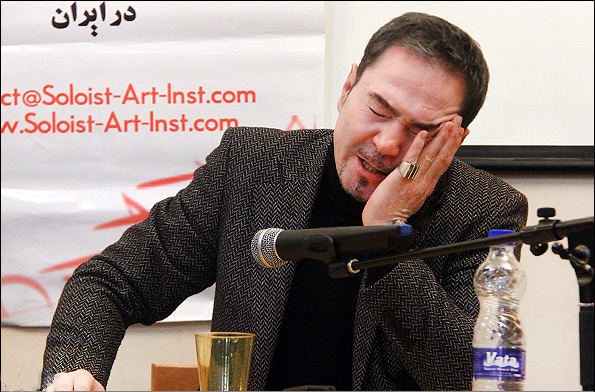
خشایار اعتمادی
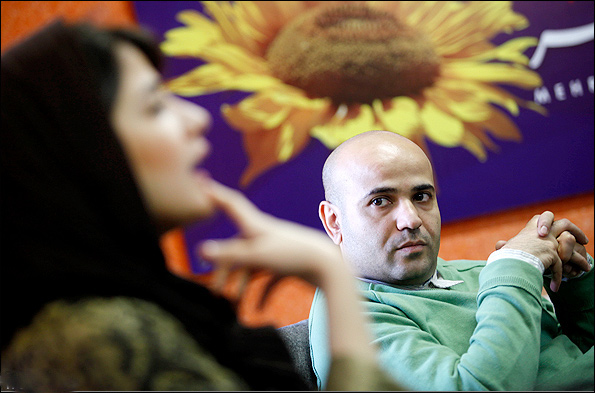
سعید چنگیزیان
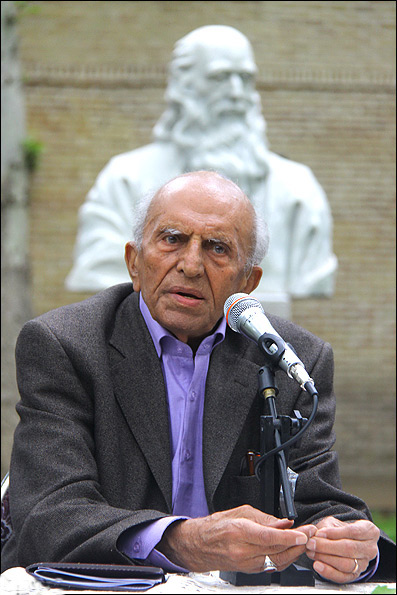
محمدحسن گنجی